# Maria de la Pau Janer
Maria de la Pau Janer Mulet (Palma de Mallorca, 13 de enero de 1966) es una escritora española que ha publicado su obra —fundamentalmente narrativa— tanto en lengua castellana como catalana. Ha recibido, entre otros premios literarios, el Planeta en 2005.
Es doctora en Filología Catalana y profesora titular de la Universidad de las Islas Baleares. Colabora en diferentes medios de comunicación, entre ellos El Periódico y presenta programas culturales en radio y televisión. Es miembro de la Asociación de Escritores en Lengua Catalana (AELC).

## Biografía
Hija de Alícia Mulet Alomar y del escritor Gabriel Janer Manila, al que considera su primer maestro, a pesar de las notables diferencias temáticas y estilísticas que se aprecian fácilmente en el cotejo de las obras de ambos. Es la mayor de cuatro hermanos: Maria de la Pau, Maria del Mar, Pere y Tomeu. Estudió en el colegio Pedro Poveda y el Instituto Ramon Llull, donde participó en las revistas literarias del centro. Se doctoró en Filología Catalana con una tesis titulada Les rondalles del cicle de l'espòs transformat: pervivència en la literatura catalana de tradició oral, que fue publicada en Alemania. 

### Trayectoria literaria
Janer heredó de su padre la vocación literaria que le ha permitido desplegar su producción narrativa por la que ha recibido diversos premios. Se dio a conocer como escritora a finales de la década de los ochenta con la publicación de Els ulls d'ahir, su primera novela, publicada a los 18 años, con la que quedó finalista en el Premio Ciudad de Palma.
Un año después publicó L'hora dels eclipsis (1989), galardonada con el premio "Andròmina". 
En 1991, publicó la obra 'Sense compromis de perversitat' (sin compromiso de perversidad), escrita junto con Miquel de Palol, y en octubre de 1993 ganó el Premio Sant Joan de literatura catalana con la novela Màrmara que narra la historia de amor entre un joyero de Mallorca de edad avanzada y una joven de Girona que se instala en la isla por motivos profesionales. Le granjeó otro de los premios más destacados del ámbito cultural catalán, el Premi Sant Joan de Novela. Un año después, también recayó en Màrmara el premio "Prudenci Bertrana", en su convocatoria de 1994. En mayo de 1996 fue nombrada Escritora del mes por la Institución de las Letras Catalanas y en 1997 quedó finalista del premio Sant Jordi con Orient, Occident: Dues històries d'amor.
En marzo de 1999 ganó el XIX Premio Ramon Llull de las Letras Catalanas con la novela Lola y en febrero de 2001 presentó Eres mi vida, eres mi muerte.
En 2005 ganó el Premio Planeta con Pasiones romanas —ya había quedado finalista en 2002—, premio que generó controversia, especialmente cuando el escritor Juan Marsé —miembro del jurado— calificó la novela como de "bajo nivel".
En octubre de 2007 participó en la Feria del Libro de Fráncfort, dedicada a la cultura catalana. En 2009 publica Cartes que sempre he esperat. Y en 2015 publicó Cuando seas libre.

### Medios de comunicación
Compagina su labor académica con su trabajo en medios de comunicación: en TV3 presentó, con Joan Corbella, el programa Coses de la vida y, en Canal 33, el espacio sobre libros Els llibres i la vida. En solitario, para Canal 33, fue la conductora de los programas Stromboli, dedicado a la cultura, y Campus 33, sobre el mundo universitario catalán. Hasta el anuncio de su aventura política, en la primavera de 2007, condujo el programa Punt de trobada en IB3, la televisión pública balear. Posteriormente presentó  Babilonia, un programa sobre cultura emitido la noche de los jueves. En 2015-2016 presentó un programa de sexo "Les mil i una nits" de lunes a viernes entre las 3 y las 4 de la madrugada en Cataluña Radio, programa creado en 2014 por la escritora mallorquina Roser Amills.

### Incursión en política
Apoyó al líder de CiU Artur Mas en las elecciones autonómicas de Cataluña aunque en 2007 participó en las elecciones del Parlamento de las Islas Baleares con el puesto número ocho en la lista del Partido Popular que lideró Jaume Matas. Ante la polémica generada, Janer aseguró: "no soy una persona del PP ni tengo su ideología y él lo sabe perfectamente" (en alusión a Matas), señalando que la situación de las islas Baleares era diferente a la de Cataluña. Logró un escaño en el Parlamento Balear pero tras la retirada de Matas de la política anunciada poco después, Janer renunció a su escaño.

## Vida personal
Se casó con Joan Oliver Araujo, catedrático de Derecho Constitucional en la Universidad de las Islas Baleares, y tras su divorcio, el 8 de enero de 2005 contrajo de nuevo matrimonio con el psiquiatra y divulgador científico Joan Corbella, en un acto oficiado por la alcaldesa Catalina Cirer Adrover en el Ayuntamiento de Palma de Mallorca, del que enviudó en febrero de 2021. Su única hija, Alícia, nació el 22 de noviembre de 2006.

## Publicaciones
- Els ulls d'ahir, 1988. ISBN 84-7502-215-4
- L'hora dels eclipsis (Premio Andròmina); Valencia, Tres i Quatre, 1989. 200 págs. ISBN 84-7502-266-9
- Màrmara (Premio Sant Joan 1993); Barcelona, Edicions 62, 1994. 250 págs. ISBN 84-297-3747-2.
- Natura d'anguila (Premio Carlemany 1995 y Premio Prudenci Bertrana por votación popular al mejor libro del año); Barcelona, Proa, 1996. 246 págs. ISBN 84-8256-200-2.
- Orient, Occident. Dues històries d'amor (finalista del premio Sant Jordi 1997); Alcira, Bromera, 1998). 208 págs. ISBN 84-7660-405-X. Traducido al castellano como Oriente, Occidente. Dos historias de amor, Barcelona, ediciones del Bronce, 2000) ISBN 84-8453-000-0 312 págs.
- Lola (Premio Ramon Llull); Barcelona, Columna, 1999. 304 págs. ISBN 84-8300-881-5. Traducido al castellano como Lola, Barcelona, Editorial Planeta, 1999. 381 págs. ISBN 84-08-03028-0.
- Ets la meva vida, ets la meva mort. Barcelona, Columna, 2001. 336 págs. ISBN 84-664-0023-0. Traducido al castellano como Eres mi vida, eres mi muerte, Barcelona, Editorial Planeta, 2001. 384 págs. ISBN 84-08-03741-2.
- Las mujeres que hay en mí (finalista del Premio Planeta); Barcelona, Editorial Planeta, 2002. 304 págs. ISBN 84-08-04833-3. En catalán, como Les dones que hi ha en mi, Barcelona, Columna, 2003. 302 págs. ISBN 84-664-0167-9.
- Pasiones romanas (Premio Planeta); Barcelona, Editorial Planeta, 2005. 456 págs. ISBN 84-08-06534-3. En catalán, como Passions romanes, Barcelona, Columna, 2006. 408 págs. ISBN 84-664-0691-3.
- Cartas que siempre esperé, Barcelona, Editorial Planeta, 2010.
- Cuando seas libre, Barcelona, Editorial Planeta, 2015.

Infantil/juvenil
- L'illa d'Omar (Premio Serra d'Or al mejor libro juvenil publicado en Cataluña; Barcelona, La Galera, 1991). 90 p. ISBN 84-246-7245-3. Traducido al castellano como La isla de Omar (Barcelona, La Galera, 1991). 80 p. ISBN 84-246-7765-X.
- La bruixa que va perdre un secret (Barcelona, La Galera, 1997). 120 p. ISBN 84-246-8164-9.

Ensayo
- Les rondalles del cicle de l'espòs transformat (Premio de investigación Valeri Serra i Boldú 1991; Barcelona, Publicacions Abadía Montserrat, 1992). 116 p. ISBN 84-7826-286-5.
- Les rondalles del cicle de l'espòs transformat. Pervivència en la literatura (Fráncfort del Meno, Domus Editoria Europaea, 1993).
- El mite del Comte Arnau. Propostes didàctiques (Palma de Mallorca, Moll, 1995). 112 p. ISBN 84-273-0746-2.
- Barbablava: l'heroi, el monstre (Barcelona, La Galera, 2001). 232 p. ISBN 84-246-0415-6.

Otros
- Sense compromís de perversitat, en colaboración con Miquel de Palol (Barcelona, Tanagra, 1991). 150 p. ISBN 84-87523-03-X.
- Mallorca: l'illa de les mil i una nits. Carta a un estranger que ens visita (Barcelona, Columna, 2001). 152 p. ISBN 84-664-0122-9.
- Els deu manaments de la felicitat (Barcelona, Planeta, 2002). 216 p. ISBN 84-9708-088-2.
- Perfils mediterranis (Palma de Mallorca, Ramon Llull Editorial, 2005). Recopilación de artículos. 384 p. ISBN 84-931978-8-2.

## Premios
- Premio Andròmina 1989 por L'hora dels eclipsis
- Premio Serra d'Or 1991 por La isla de Omar
- Premio de Investigación Valeri Serra i Boldú 1991 por Les rondalles del cicle de l'espòs transformat
- Premio Bartomeu Rosselló-Pòrcel 1992 de los Premios 31 de diciembre
- Premio Sant Joan 1993 por Màrmara
- Premio Carlemany 1995 por Natura d'anguila
- Premio Prudenci Bertrana 1995 por Natura d'anguila
- Finalista del Premio Sant Jordi 1997 por Orient, Occident. Dues històries d'amor
- Premio Ramon Llull 1999 por Lola
- Finalista del Premio Planeta 2002 por Las mujeres que hay en mí
- Premio Planeta 2005 por  Pasiones romanas